# Eckersdorf (Bawaria)
Eckersdorf – miejscowość i gmina w Niemczech, w kraju związkowym Bawaria, w rejencji Górna Frankonia, w regionie Oberfranken-Ost, w powiecie Bayreuth. Leży przy drodze B22.
Gmina położona jest 6 km na zachód od centrum Bayreuth, 60 km na południowy zachód od Hof i 60 km na północny wschód od Norymbergi.

## Dzielnice
W skład gminy wchodzą dzielnice: 
| Dzielnica    | Populacja |
| ------------ | --------- |
| Busbach      | 227       |
| Donndorf     | 2110      |
| Eckersdorf   | 2952      |
| Eschen       | 130       |
| Forst        | 149       |
| Hardt        | 31        |
| Heisenstein  | 3         |
| Lahm         | 29        |
| Lochau       | 23        |
| Lohe         | 24        |
| Melkendorf   | 14        |
| Neustädtlein | 165       |
| Oberwaiz     | 359       |
| Pleofen      | 33        |
| Schanz       | 19        |
| Simmelbuch   | 70        |
| Stein        | 1         |
| Tröbersdorf  | 64        |
| Vorlahm      | 19        |
| Waldhütte    | 1         |
| Windhof      | 9         |
| Wolfsgraben  | 3         |

## Polityka
Wójtem jest Günter Pöllmann (CSU). Rada gminy składa się z 20 członków i wójta:

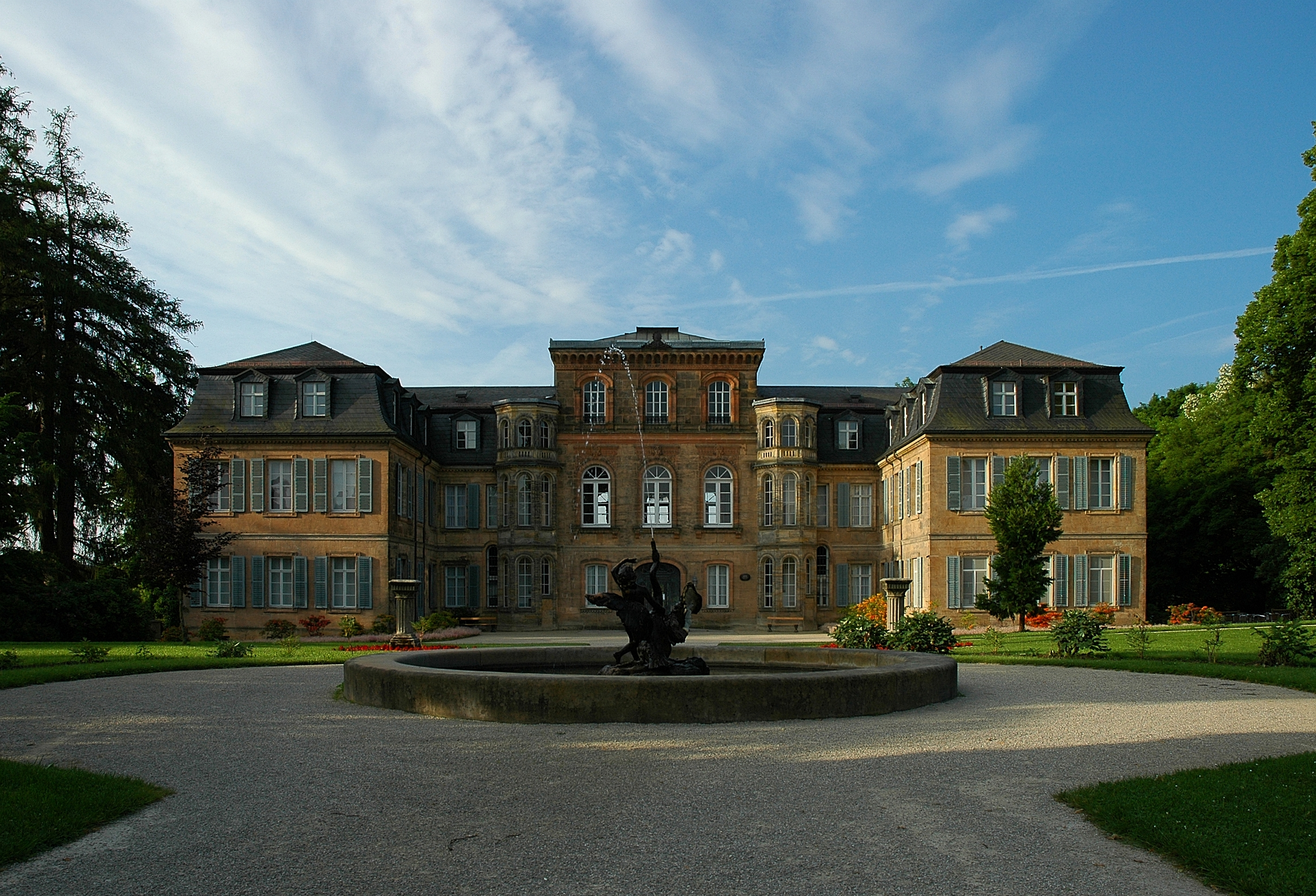
Zamek Fantaisie

|      | CSU | SPD | Zieloni | Wolni Wyborcy | Razem     |
| 2002 | 6   | 6   | 1       | 7             | 20 miejsc |

## Zabytki i atrakcje
- zamek Fantaisie
- Kościół pw. św. Idziego (St.Ägidius)

## Osoby związane z gminą
- Peter Glotz - polityk, mieszkał tutaj